# بكيني
البكيني هو لباس سباحة نسائي من قطعتين، يتألف من قطعة علوية تغطي الثديين وأخرى سفلية تغطي منطقة الحوض الأمامية، وغالبًا تكشف عن السرة في معظم التصميمات. تختلف درجة التغطية بين الأنواع المختلفة؛ فبعض التصاميم توفر تغطية واسعة، بينما تكشف أخرى مثل الثونغ أو الجي-سترينغ كامل الأرداف تقريبًا وتقتصر على تغطية منطقة العانة. يُطلق على النوع الذي يغطي نصف الأرداف تقريبًا "القطع البرازيلي".  
ظهر البكيني الحديث لأول مرة في يوليو 1946، على يد المصمم الفرنسي لويس ريارد، وسُمّي بهذا الاسم نسبة إلى جزيرة بيكيني أتول حيث أُجري اختبار نووي علني قبل إطلاق التصميم بأيام قليلة.
واجه البكيني في البداية رفضًا مجتمعيًا واسعًا واعتُبر مثيرًا للجدل. فحُظر على الشواطئ الفرنسية عام 1949، ومُنع ارتداؤه في المسابح العامة بألمانيا حتى السبعينيات، كما وصفته بعض المجموعات الشيوعية بأنه رمز "لانحلال القيم الرأسمالية." إلى جانب ذلك، تعرض لانتقادات من بعض النسويات اللاتي اعتبرنه تعبيرًا عن فرض الذوق الذكوري على النساء.
رغم ذلك، ساهمت نجمات السينما مثل بريجيت باردو وراكيل ويلش وأورسولا أندريس في زيادة شعبيته من خلال ظهورهن في الأفلام وعلى الشواطئ العامة. وبحلول منتصف الستينيات، أصبح البكيني شائعًا كملابس سباحة وملابس داخلية في الدول الغربية، وبرز لاحقًا في الرياضات مثل كرة الطائرة الشاطئية وكمال الأجسام.  
تطوّرت تصاميم البكيني لتشمل أنواعًا متعددة مثل المونوكيني، التنكيني، الميكروكيني، والسكيرتيني والثونغ. كما ظهرت إصدارات رجالية تُعرف باسم "بيكيني بريف". ومع مرور الوقت اكتسب البكيني قبولًا كبيرًا في المجتمع الغربي، وبحلول أوائل القرن الحادي والعشرين ، تحوّل البكيني إلى صناعة ضخمة بلغت قيمتها حوالي 811 مليون دولار سنويًا، مدعومة بخدمات مثل إزالة الشعر بالشمع والتسمير.